# Rollshausen (Lohra)
Rollshausen ist ein Ortsteil der Großgemeinde Lohra im mittelhessischen Landkreis Marburg-Biedenkopf. Der Ort hat rund 300 Einwohner und liegt auf 225 m ü. NHN Höhe.

## Geschichte

### Ortsgeschichte
Die älteste bekannte schriftliche Erwähnung von Rollshausen erfolgte im Zusammenhang mit der Adelsfamilie von Rolshausen 1256 im Urkundenbuch der Deutschordensballei Hessen als de Rolshusen. 500 Meter nordwestlich des Ortes soll sich auf einer Kuppe deren Stammsitz, die Eselsburg befunden haben.
Im Zuge der Gebietsreform in Hessen wurde die bis dahin selbständige Gemeinde Rollshausen mit weiteren Gemeinden kraft Landesgesetz zum 1. Juli 1974 der Großgemeinde Lohra angegliedert.
Für die eingegliederten ehemaligen Gemeinden und die Kerngemeinde wurde je ein Ortsbezirk eingerichtet.

### Verwaltungsgeschichte im Überblick
Die folgende Liste zeigt die Staaten und Verwaltungseinheiten, denen Rollshausen angehört(e):
- vor 1567: Heiliges Römisches Reich, Landgrafschaft Hessen, Gericht Lohra (Gericht Lohra bestand aus den Orten Lohra, Nanzhausen, Willershausen, Rodenhausen, Seelbach, Rollshausen, Altenvers, Raimarshausen, Weiboldshausen, Kirchvers, Oberwalgern, Holzhausen, Stedebach und Damm)[7]
- ab 1567: Heiliges Römisches Reich, Landgrafschaft Hessen-Marburg, Amt Fronhausen[8]
- 1604–1648: Heiliges Römisches Reich, strittig zwischen Landgrafschaft Hessen-Darmstadt und Landgrafschaft Hessen-Kassel (Hessenkrieg), Amt Fronhausen
- ab 1648: Heiliges Römisches Reich, Landgrafschaft Hessen-Kassel, Amt Fronhausen
- ab 1686: Heiliges Römisches Reich, Landgrafschaft Hessen-Kassel, Amt Fronhausen
- ab 1806: Landgrafschaft Hessen-Kassel, Amt Fronhausen
- 1807–1813: Königreich Westphalen, Departement der Werra, Distrikt Marburg, Kanton Lohra
- ab 1815: Kurfürstentum Hessen, Amt Fronhausen[9]
- ab 1821: Kurfürstentum Hessen, Provinz Oberhessen, Kreis Marburg[10][Anm. 2]
- ab 1848: Kurfürstentum Hessen, Bezirk Marburg
- ab 1851: Kurfürstentum Hessen, Provinz Oberhessen, Kreis Marburg
- ab 1867: Königreich Preußen, Provinz Hessen-Nassau, Regierungsbezirk Kassel, Kreis Marburg
- ab 1871: Deutsches Reich,  Königreich Preußen, Provinz Hessen-Nassau, Regierungsbezirk Kassel, Kreis Marburg
- ab 1918: Deutsches Reich, Freistaat Preußen, Provinz Hessen-Nassau, Regierungsbezirk Kassel, Kreis Marburg
- ab 1944: Deutsches Reich, Freistaat Preußen, Provinz Kurhessen, Landkreis Marburg
- ab 1945: Amerikanische Besatzungszone, Groß-Hessen, Regierungsbezirk Kassel, Landkreis Marburg
- ab 1946: Amerikanische Besatzungszone, Hessen, Regierungsbezirk Kassel, Landkreis Marburg
- ab 1949: Bundesrepublik Deutschland, Hessen, Regierungsbezirk Kassel, Landkreis Marburg
- ab 1974: Bundesrepublik Deutschland, Hessen, Regierungsbezirk Kassel, Landkreis Marburg-Biedenkopf, Gemeinde Lohra[Anm. 3]
- ab 1981: Bundesrepublik Deutschland, Hessen, Regierungsbezirk Gießen, Landkreis Marburg-Biedenkopf, Gemeinde Lohra

### Gerichte seit 1821
Mit Edikt vom 29. Juni 1821 wurden in Kurhessen Verwaltung und Justiz getrennt. Der Kreis Marburg war für die Verwaltung und das Justizamt Fronhausen war als Gericht in erster Instanz für Rollshausen zuständig. Nach der Annexion Kurhessens durch Preußen 1866 erfolgte am 1. September 1867 die Umbenennung des bisherigen Justizamtes in Amtsgericht Fronhausen. Mit Wirkung zum 1. Oktober 1902 wurden Rodenhausen, Seelbach, Rollshausen und Lohra vom Bezirk des Amtsgerichts Fronhausen abgetrennt und dem Amtsgericht Gladenbach zugeteilt. 1948 wurden die bisher zum Amtsgerichtsbezirk Gladenbach gehörenden Gemeinden Lohra, Rodenhausen, Rollshausen und Seelbach dem Amtsgerichtsbezirk Marburg zugeordnet.

## Bevölkerung

### Einwohnerstruktur 2011
Nach den Erhebungen des Zensus 2011 lebten am Stichtag dem 9. Mai 2011 in Rollshausen 309 Einwohner. Darunter waren 6 (1,9 %) Ausländer.
Nach dem Lebensalter waren 63 Einwohner unter 18 Jahren, 129 zwischen 18 und 49, 75 zwischen 50 und 64 und 45 Einwohner waren älter. Die Einwohner lebten in 129 Haushalten. Davon waren 36 Singlehaushalte, 39 Paare ohne Kinder und 45 Paare mit Kindern sowie 9 Alleinerziehende und keine Wohngemeinschaften. In 24 Haushalten lebten ausschließlich Senioren und in 96 Haushaltungen lebten keine Senioren.

### Einwohnerentwicklung
| Quelle: Historisches Ortslexikon |                                                                                        |
| • 1502:                          | 8 Hausgesesse                                                                          |
| • 1577:                          | 21 Hausgesesse                                                                         |
| • 1630:                          | 17 Hausgesesse (12 zweispännige, 2 einspännige Ackerleute, 3 Einläuftige).             |
| • 1681:                          | 23 hausgesessene Mannschaften                                                          |
| • 1838:                          | Familien: 30 nutzungsberechtigte, 12 nicht nutzungsberechtigte Ortsbürger, 3 Beisassen |

| Rollshausen: Einwohnerzahlen von 1745 bis 2011 | Rollshausen: Einwohnerzahlen von 1745 bis 2011 | Rollshausen: Einwohnerzahlen von 1745 bis 2011 | Rollshausen: Einwohnerzahlen von 1745 bis 2011 | Rollshausen: Einwohnerzahlen von 1745 bis 2011 |
| --- | ---------------------------------------------- | ---------------------------------------------- | ---------------------------------------------- | ---------------------------------------------- |
| Jahr |                                                |                                                |                                                | Einwohner                                      |
| 1745 | 1745                                           |                                                | 75                                             | 75                                             |
| 1800 | 1800                                           |                                                | ?                                              | ?                                              |
| 1834 | 1834                                           |                                                | 82                                             | 82                                             |
| 1840 | 1840                                           |                                                | 109                                            | 109                                            |
| 1846 | 1846                                           |                                                | 114                                            | 114                                            |
| 1852 | 1852                                           |                                                | 112                                            | 112                                            |
| 1858 | 1858                                           |                                                | 130                                            | 130                                            |
| 1864 | 1864                                           |                                                | 125                                            | 125                                            |
| 1871 | 1871                                           |                                                | 122                                            | 122                                            |
| 1875 | 1875                                           |                                                | 137                                            | 137                                            |
| 1885 | 1885                                           |                                                | 156                                            | 156                                            |
| 1895 | 1895                                           |                                                | 153                                            | 153                                            |
| 1905 | 1905                                           |                                                | 154                                            | 154                                            |
| 1910 | 1910                                           |                                                | 168                                            | 168                                            |
| 1925 | 1925                                           |                                                | 154                                            | 154                                            |
| 1939 | 1939                                           |                                                | 188                                            | 188                                            |
| 1946 | 1946                                           |                                                | 255                                            | 255                                            |
| 1950 | 1950                                           |                                                | 248                                            | 248                                            |
| 1956 | 1956                                           |                                                | 227                                            | 227                                            |
| 1961 | 1961                                           |                                                | 226                                            | 226                                            |
| 1967 | 1967                                           |                                                | 237                                            | 237                                            |
| 1980 | 1980                                           |                                                | ?                                              | ?                                              |
| 1990 | 1990                                           |                                                | ?                                              | ?                                              |
| 2000 | 2000                                           |                                                | ?                                              | ?                                              |
| 2011 | 2011                                           |                                                | 309                                            | 309                                            |
| Datenquelle: Historisches Gemeindeverzeichnis für Hessen: Die Bevölkerung der Gemeinden 1834 bis 1967. Wiesbaden: Hessisches Statistisches Landesamt, 1968. Weitere Quellen: LAGIS; Zensus 2011 |                                                |                                                |                                                |                                                |

### Historische  Religionszugehörigkeit
| Quelle: Historisches Ortslexikon |                                                                   |
| • 1861:                          | alle Einwohner evangelisch-lutherisch                             |
| • 1885:                          | 156 evangelische (= 100,00 %)                                     |
| • 1961:                          | 209 evangelische (= 92,48 %), 15 katholische (= 6,64 %) Einwohner |

### Historische Erwerbstätigkeit
| Quelle: Historisches Ortslexikon | |
| • 1745:                          | Erwerbspersonen: ein Zimmermann, ein Maurer, ein Schmied.                                                                         |
| • 1838:                          | Familien: 10 Ackerbau, 4 Gewerbe, 6 Tagelöhner.                                                                                   |
| • 1961:                          | Erwerbspersonen: 53 Land- und Forstwirtschaft, 49 Produzierendes Gewerbe, 10 Handel und Verkehr, 4 Dienstleistungen und Sonstiges |

## Politik
Für Rollshausen besteht ein Ortsbezirk mit Ortsbeirat und Ortsvorsteher nach der Hessischen Gemeindeordnung. Er umfasst das Gebiet der ehemaligen Gemeinde Rollshausen.
Der Ortsbeirat Rollshausen  besteht aus fünf Mitgliedern. Bei den Kommunalwahlen in Hessen 2021 betrug die Wahlbeteiligung zum Ortsbeirat 56,77 %. Alle Kandidaten gehörten der „Dorfliste Rollshausen“ an. Der Ortsbeirat wählte Helmut Michel zum Ortsvorsteher.

## Kultur und Sehenswürdigkeiten

### Vereine
In Rollshausen besteht neben der Freiwilligen Feuerwehr auch die Trachtentanzgruppe „Die Wiedehöpfe“. In sportlicher Hinsicht ist der 1980 gegründete TC Grün-Weiß Rollshausen aktiv.

### Bauwerke
In Rollshausen sind die Kirche aus dem 16. Jahrhundert und das hauptsächlich aus Fachwerkbauten bestehende Hofensemble in der Dorfmitte besonders sehenswert.

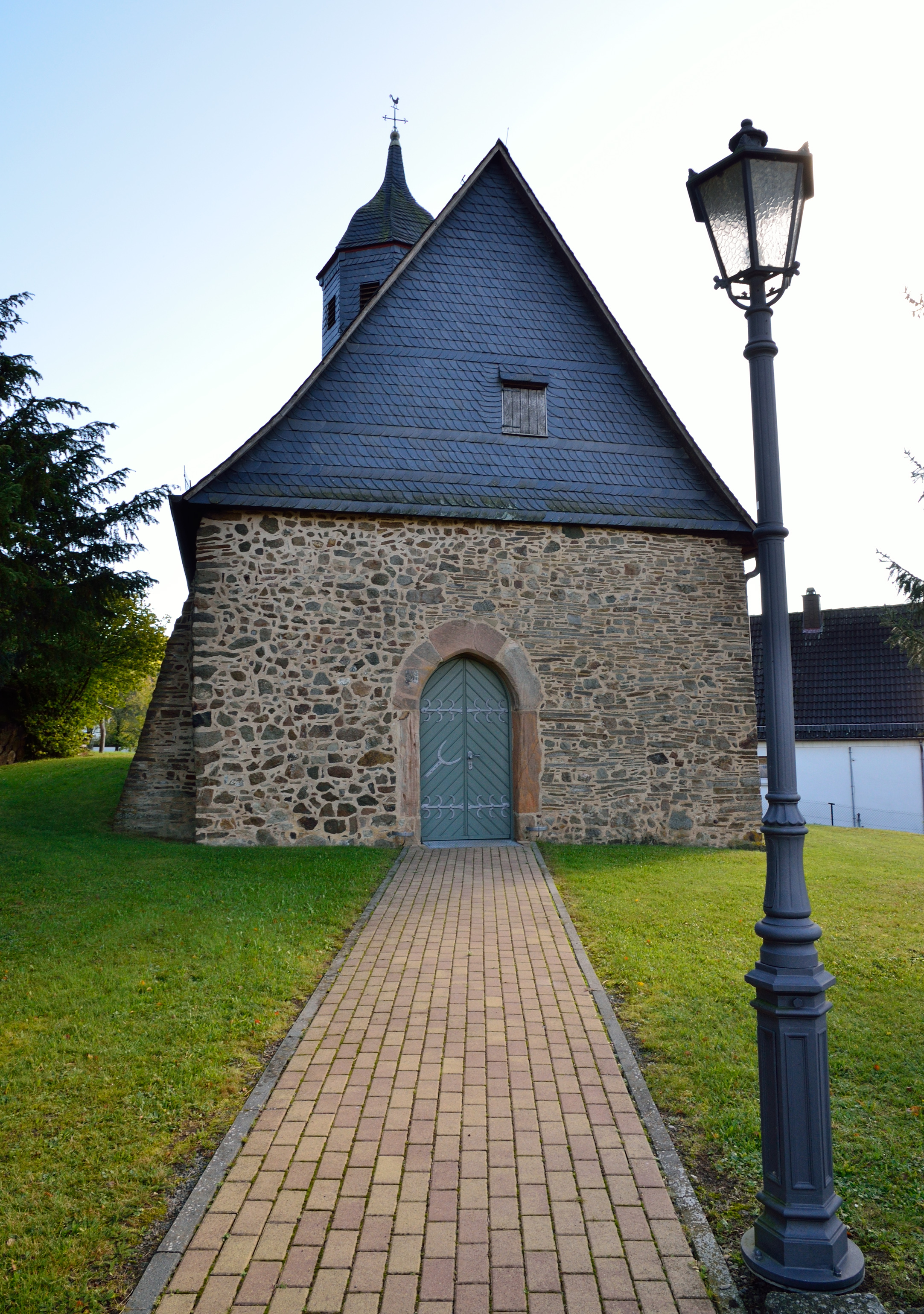
Kirche – Frontansicht
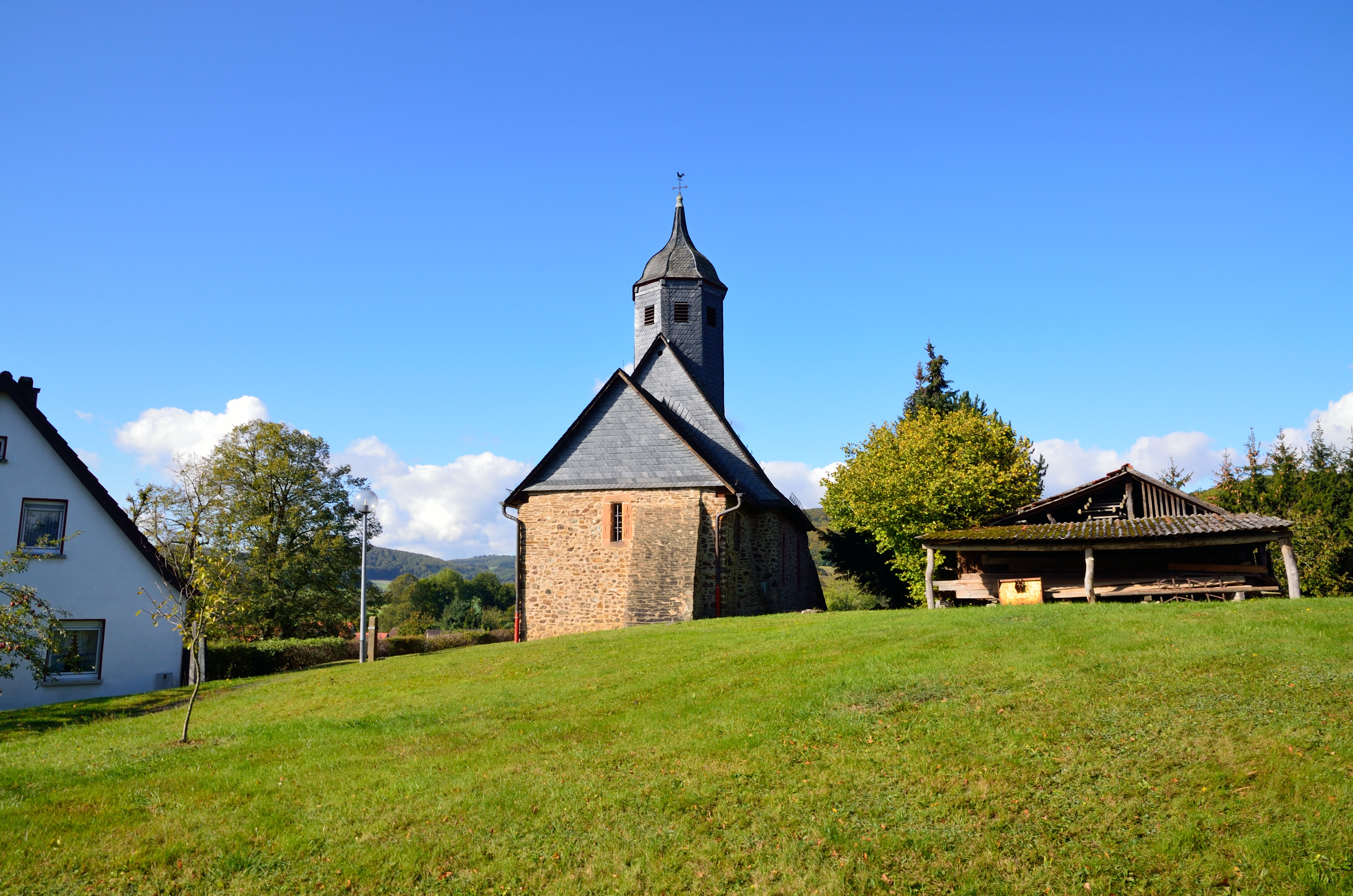
Kirche – Rückansicht mit Freifläche
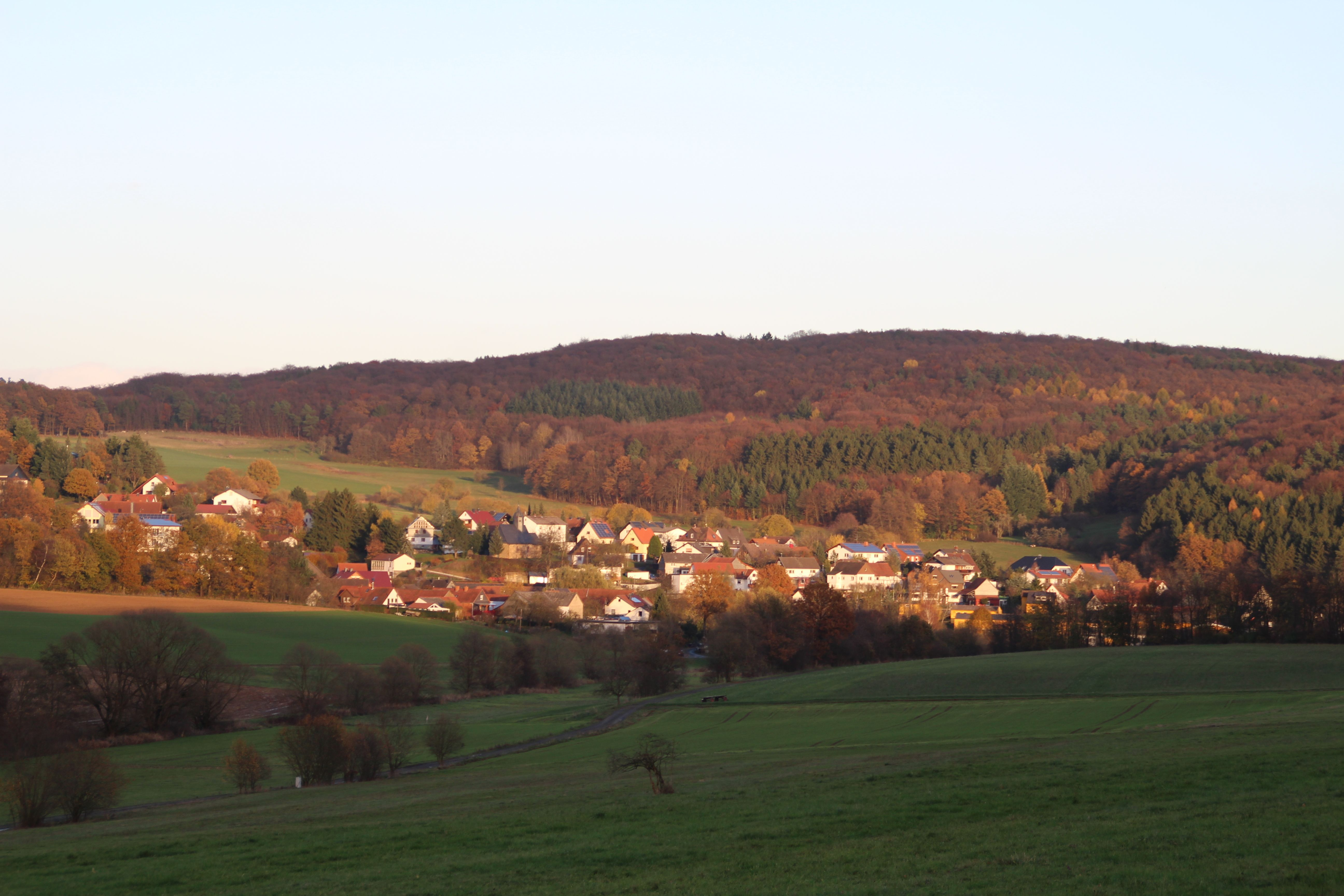
Ortsansicht